# 東京ウタカルタ
東京ウタカルタ（とうきょうウタカルタ、1983年2月9日 - ）は、日本のミュージシャン、元お笑い芸人（ピン芸人）。
出身地は三重県亀山市。血液型B型。芸人時代の通称は『カルタ』、『カルタちゃん』。

## 来歴
アイドル歌手として、名古屋テレビのオーディション番組「AAA」から誕生した「T-AAA」（チームトリプルエー）として活動。グループ卒業後は、短大へ進学し上京。「クレープス」として活動。2005年、「the☆STaKEYS」に手風琴（アコーディオン）担当として加入。
2006年にお笑い芸人としてデビュー、芸人時代はワタナベエンターテインメントに所属。ライブやテレビで活動していた。その後「クレイジーキャッツのようなコメディバンドがやりたくて」ということで、ワタナベエンターテインメント付属のワタナベコメディスクールに3期生として入学したことが芸能界に入ったきっかけだったが、バンドをやろうにもメンバーが集まらなかったため、結局ピン芸人になったという。同期のイモトアヤコ、1期先輩のバービーとともにトリオ「東京ホルモン娘」を組んでいたこともあるが、すぐに脱退している。
2007年、芸人活動を引退し、アコーディオニストとしてミュージシャンに転向。バンド「THE CHERRY COKE$」に加入。アニメ『GIANT KILLING』（ジャイアントキリング)の主題歌や、フジロック出演などをつとめる。
2015年7月、妊娠のためバンドを脱退。

## 芸人時代の芸風
- アコーディオンを弾きながら小噺を披露する“アコーディオン漫談”を持ち芸としていた。
- 主な話のネタは、『身の周りにいる困った人』『親切にしたつもりが、逆にもっと困った展開になってしまった話』などをしていたが、『ね～む～れ～な～い』というネタ（ひと昔前に流行ったことなどを挙げ、今それはどうなっているの？と問いかける）で有名になってからは、有名人をネタにするようになっていた。
- アコーディオンで弾くメロディーは、物憂げな感じのものなど、マイナーコードによるものが主だった。
- ベレー帽に羽織、着物が基本的な衣装、スタイル。
- 部屋で引きこもったり、精神状態が極限状態まで追い詰められると面白いネタが浮かんで来ていたと言う[1]。
- 自分の名前、東京ウタカルタの「ル」やネタの「ね～む～れ～な～い」の「れ」など（ら行）をいう時、巻き舌で発音していた。
- ネタ中にはまばたきをあまりしないということも特徴的だった。

## 出演

### ライブ
- ワタナベエンターテインメントライブ『WEL Jr』
- Studio twl ライブ『ガールズガーデン』
他

### テレビ番組
- エンタの神様 キャッチコピーは「迷宮の旋律」。2007年には「眠れない」というテーマで出演している。当初は毎週出演だったがわずか4週で終わり、その後も数回出演したがわずか計7回で番組への出演は途絶えた。

### 雑誌
1. 1 2  EX大衆 （2007年5月号　脚注はここでの記事による）